# Edmund Del Guercio
Edmund Del Guercio (ur. 9 marca 1983 w Drexel Hill) – amerykański wioślarz.

## Osiągnięcia
- Mistrzostwa Świata Juniorów – Duisburg 2001 – ósemka – 7. miejsce[1].
- Mistrzostwa Świata – Monachium 2007 – czwórka ze sternikiem – 1. miejsce[1].
- Mistrzostwa Świata – Linz 2008 – ósemka wagi lekkiej – 1. miejsce[1].
- Mistrzostwa Świata – Poznań 2009 – ósemka – 9. miejsce[1].